# Hrvat (Zagreb)
Hrvat je bio hrvatski dnevnik iz Zagreba. 
Izlazile su od 24. prosinca 1918. do 31. svibnja 1929. godine, svakim danom osim nedjelje. 
Nastavljale su baštinu dnevnika Hrvatske države. 1919. su godine preuzele i list Napredne demokratske stranke Novo vrijeme iz Zagreba, urednika Nike Smolčića.
Od 1918. do 1919. bili su glavno glasilo Starčevićeve stranke prava za državu SHS, a 1920. bile su glavno glasilo Hrvatske zajednice. Za razdoblja dok su bili organom Hrvatske zajednice, na čelu lista bio je dr Ivan Lorković, a najznačajniji suradnik novinar Ivica Peršić te dr Đuro Šurmin koji je uređivao rubriku narodnog gospodarstva. Za Hrvat je pisao Cezar Akačić.
Izdavači su bili Hrvatska pučka nakladna zadruga, a poslije Nakladna zadruga Hrvatske zajednice.
Uređivali su ju: 
- Niko Gršković[3]
- Franjo Pećnjak
- J. Horvath
- Šimun Semić
- Dragutin Barišec
- Radoslav Tatalović-Tomić
- Petar Mihočević
- Franjo Hartl